# Michella hoogstraali
Michella hoogstraali is een hooiwagen uit de familie Cosmetidae.